# Friedrich Lorenz (Pädagoge)

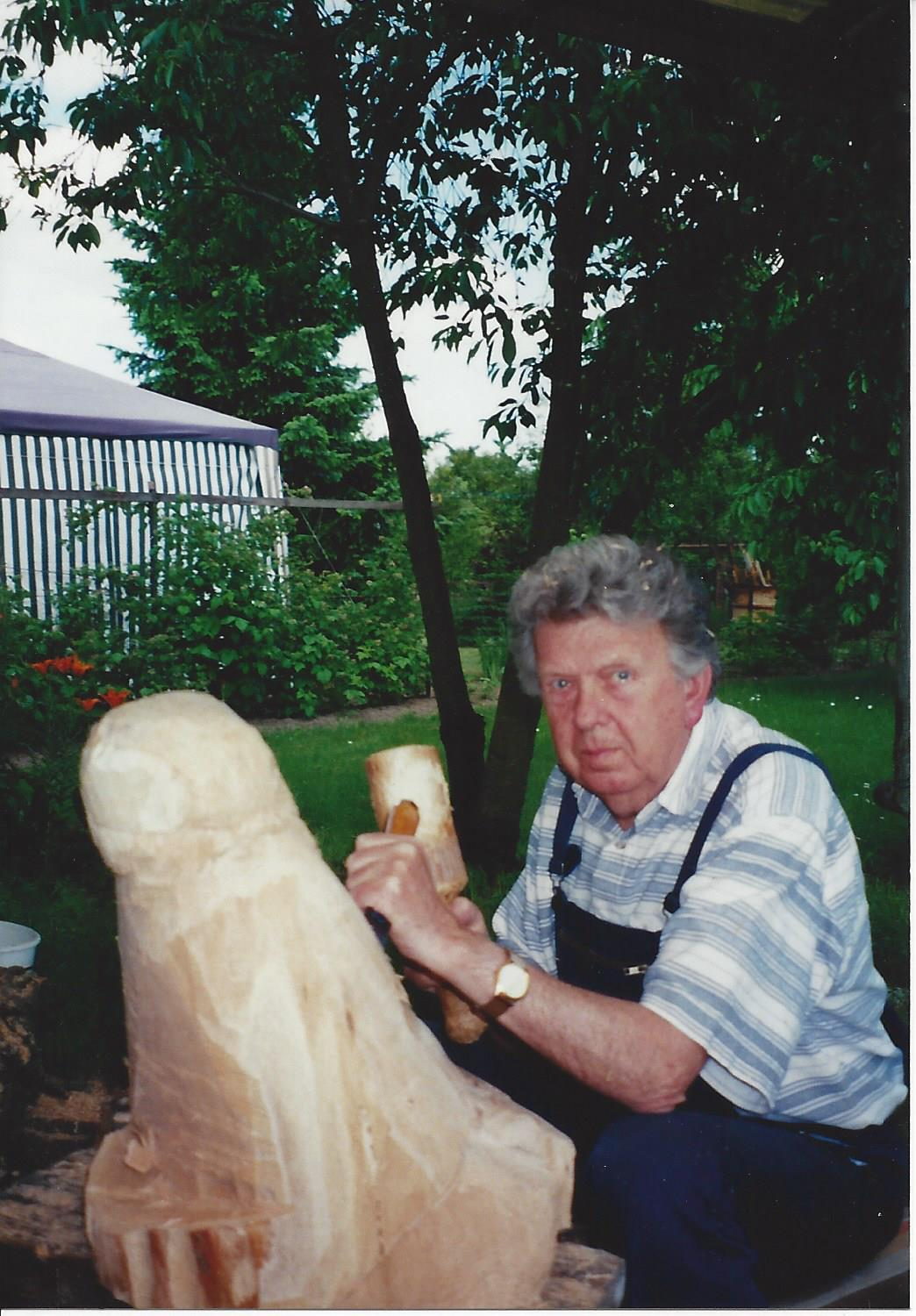
Friedrich Lorenz

Friedrich Lorenz (* 7. Januar 1925 in Hochdobern, Tschechoslowakei; † 15. Juni 2012 in Güstrow) war ein deutscher Ingenieurwissenschaftler und Heimatforscher.

## Leben
Nach einer Lehre beim Telegrafenbauamt Dresden erhielt er den Gesellenbrief als Fernmeldehandwerker. Ab 1943 war er Soldat und geriet als Bordfunker bei der Kriegsmarine in englische Kriegsgefangenschaft. Von 1946 bis 1949 unterschiedliche Tätigkeiten. Danach absolvierte er 1949 ein Sonderstudium an der Humboldt-Universität zu Berlin. An den Berufsschulen in Güstrow und Krakow am See unterrichtete er ab 1950 Elektriker und Funkmechaniker.
Nach einem Fernstudium an der Ingenieurschule Mittweida und der Technischen Hochschule Dresden wechselte er 1964 an das Pädagogische Institut Güstrow. An der TH Dresden wurde er 1967 zum Dr. paed. promoviert. Seit 1969 Dozent, habilitierte er sich 1977 an der Pädagogischen Hochschule Erfurt zum Dr. sc. paed. 1980 wurde er ordentlicher Professor für den Lehrstuhl Technische Systeme an der Pädagogischen Hochschule Güstrow. 1990 wurde er emeritiert.
Er arbeitete ab 1999 am Projekt Umweltgerechte Stadt Güstrow (regenerative Energieträger) mit und war noch als Dozent an der TÜV-Akademie in Güstrow tätig. Seine Steckenpferde waren die Schnitzerei und Regionalgeschichte. Er beteiligte sich an Ausstellungen in Güstrow, Krakow am See und Ribe. Einzelobjekte von ihm wurden in Brüssel, Warnemünde und Kühlungsborn ausgestellt.
Von 1997 bis 2012 veröffentlichte er alljährlich Beiträge im Güstrower Jahrbuch.

## Veröffentlichungen
- Güstrow und die Elektrizität. Hochschulschriftenverlag 1998.
- Wasser für Güstrow. Laumann Verlagsgesellschaft 2000.
- van Tongel – drei mal klingeln. Heidberg-Verlag 2001.
- 775 Jahre Güstrow. Heidberg-Verlag 2002.
- Dobbiner Dorfgeschichten. van Derner-Verlag 2004.
- 777 Jahre Stadt Güstrow. van Derner-Verlag 2005.
- Kluge Köpfe braucht das Land. van Derner-Verlag 2007.